# День столиці (Казахстан)
День столиці — державне свято Республіки Казахстан, що відзначається щорічно 6 липня. Цей день є вихідним і відзначається на державному рівні з 2008 року на честь перенесення столиці Казахстану з Алмати до Акмоли (перейменованиої на Астану у 1998 та Нур-Султан у 2019).

## Історія
6 липня 1994 року була ухвалена постанова Верховної Ради Республіки Казахстан про перенесення столиці з Алмати до Акмоли. 2007 року президент Нурсултан Назарбаєв ухвалив остаточне рішення, і офіційне перенесення столиці відбулось 10 грудня 1997 року. 6 травня 1998 року відповідно до Указу Президента Республіки Казахстан Акмола була перейменована на Астану. Міжнародна презентація нової столиці відбулася 10 червня 1998 року. Починаючи з 1998 року це свято відзначають на міському рівні 10 червня. 
У 1999 році за рішенням ЮНЕСКО Астана отримала звання «Міста світу», яке присуджується містам, що найбільш успішно зарекомендували себе в соціальній, екологічній сферах, галузі розвитку муніципального сектора і вносять значний внесок у культуру світу. Крім того, місто стало вільною економічною зоною, що призвело до його бурхливого економічного розвитку.
У 2006 році день міста був перенесений на 6 липня — день прийняття постанови Верховної Ради Казахстану про перенесення столиці. Також ця дата збігається з днем народження Нурсултана Назарбаєва. 
Законом Республіки Казахстан від 25 червня 2008 року N 47-IV були внесені зміни до Закону «Про свята в Республіці Казахстан» про відзначення Дня столиці — 6 липня. Відтоді цей день став вихідним і відзначатись як державне свято.

## Святкування
У цей день по всьому Казахстану проходять святкові заходи. В Астані свято відзначають величними концертами просто неба. Гості та жителі Астани зможуть ознайомитись із середньовічною культурою кочівників: біля підніжжя торгово-розважального центру «Хан Шатир» щороку розгортається історико-етнографічний комплекс «Місто кочівників». Традиційно відбудеться міжнародний фестиваль «Астана Самаль» та концерт Міжнародного фестивалю юних талантів «Шаттик».
«Астана — це символ наших можливостей, величі і згуртованості народу. Наша столиця — перлина Центральної Азії, Азійського континенту», сказав Президент Нурсултан Назарбаєв на святкування 19-ліття Столиці.
2008 року до свята був приурочений Міжнародний фестиваль сучасної етнічної музики «The Spirit of Astana», що відбувся в Астані на площі перед монументом "Байтерек" .